# انتخابات مجلس الأمن التابع للأمم المتحدة 2025
عُقدت انتخابات مجلس الأمن التابع للأمم المتحدة لعام 2025 في 3 يونيو 2025، وذلك خلال الدورة التاسعة والسبعين للجمعية العامة للأمم المتحدة، في مقر الأمم المتحدة بمدينة نيويورك. وقد خُصِّصت هذه الانتخابات لاختيار خمسة أعضاء غير دائمين في مجلس الأمن لفترة مدتها سنتان تبدأ في 1 يناير 2026.
ووفقًا لقواعد التناوب في مجلس الأمن، التي تنص على تدوير المقاعد العشرة غير الدائمة بين المجموعات الإقليمية المختلفة التي تنقسم إليها الدول الأعضاء في الأمم المتحدة لأغراض التصويت والتمثيل، تم تخصيص المقاعد الخمسة المتاحة على النحو التالي:
- مقعدان لمجموعة الدول الإفريقية
- مقعد واحد لمجموعة آسيا والمحيط الهادئ
- مقعد واحد لمجموعة أمريكا اللاتينية ومنطقة البحر الكاريبي
- مقعد واحد لمجموعة أوروبا الشرقية

وسيَشغل الأعضاء المنتخبون هذه المقاعد في مجلس الأمن خلال الفترة 2026–2027.

## المرشحون

### المجموعة الإفريقية
المتنافسون على مقعدين متاحين:
- جمهورية الكونغو الديمقراطية.[2]
- ليبيريا.[3]

### المجموعة الأوروبية الشرقية
المتنافس على مقعد واحد متاح:
- لاتفيا.[4]

كانت الجبل الأسود مرشحة عن المجموعة الأوروبية الشرقية، لكنها سحبت ترشيحها في رسالة مؤرخة 30 يناير 2025، أُرسلت إلى الأمين العام من البعثة الدائمة للجبل الأسود لدى الأمم المتحدة.

### مجموعة آسيا والمحيط الهادئ
المتنافس على مقعد واحد متاح:
- البحرين.[5]

### مجموعة أمريكا اللاتينية والكاريبي
المتنافس على مقعد واحد متاح:
- كولومبيا.[6]

1. ↑  الجمعية العامة للأمم المتحدة  الجلسة 18  قرار  1991. Question of equitable representation on the Security Council and the Economic and Social Council   A/RES/1991(XVIII)
2. ↑  "Decision on African Candidatures within the International System". AfricanLII. 15 فبراير 2024. اطلع عليه بتاريخ 2024-02-15.
3. ↑  "ECOWAS Promises Support to Liberia's UNSC Membership Quest". Liberian Observer. 28 أغسطس 2024. مؤرشف من الأصل في 2024-04-18. اطلع عليه بتاريخ 2024-08-28.
4. ↑  "Dombrovskis and UN secretary general discuss UN priorities and Latvia's interests". The Baltic Course. 16 مايو 2013. مؤرشف من الأصل في 2023-04-05. اطلع عليه بتاريخ 2013-09-28.
5. ↑  "India, Bahrain to back each other for UN seat". هندوستان تايمز. 6 أكتوبر 2009. اطلع عليه بتاريخ 2022-07-25.
6. ↑  "Colombia Presents Candidacy for Seat on UN Security Council". Colombia One. 24 يناير 2025. مؤرشف من الأصل في 2025-01-24. اطلع عليه بتاريخ 2025-02-13.